# 鼻音化
鼻音化（、英: nasalization）は口音が口鼻音化することである。

## 概要
口音は鼻腔が閉鎖され口腔のみが外界と通ずる状態で発された声である。これは口蓋帆の拳上により実現されている。ここで口音の調音をしたまま口蓋帆が下制されると、口腔・鼻腔の両方が外界と通じ口鼻音様の声が発されるようになる。この口音の口鼻音化が鼻音化である。
国際音声記号では、補助記号[  ̃ ]（チルダ）が鼻音化の記号として当てられており、[ẽ]や[z̃]のように記述する。
鼻音は口腔内で閉鎖が作られているので破裂鼻音とも呼ばれる。それぞれ独立した音声記号が用意されているが、破裂口音の側から見れば、鼻音は鼻音化された破裂口音ということができる。
子音（特に破裂音）の前に短い鼻音がついて1音素となることを、前鼻音化という。これはバントゥー諸語やオーストロネシア語族の一部などに見られる。日本語でも古くはダ行・バ行の有声破裂音が前鼻音化したとされ（ガ行は古くから鼻音だったといわれる）、これは東北方言などに残っている。

## 鼻音化母音
鼻音化母音（、英: nasalized vowel）は口鼻音化された口音母音である。
多くの言語で鼻音化母音が観察される。日本語では、母音、半母音、摩擦音またははじき音の前、あるいは語尾の撥音/ん/が鼻母音または鼻音化した接近音として現れることがある。
（例）けんいち [kẽɰ̃ː.ĩ.t͡ɕi]
鼻音化母音は鼻母音と異なる概念であることに注意が必要である（鼻音化母音は異音であり、元の口音母音と対立しない）。

### 鼻母音
対照的な母音音素として口鼻音をもつ（=鼻母音をもつ）言語は世界でも少数派である。フランス語、ポーランド語、ポルトガル語、他にはヒンドゥスターニー語、ネパール語、ブルトン語、アルバニア語、モン語、泉漳語、ヨルバ語、チェロキー語などがそうである。これらの鼻母音は、対応する口唇母音と対照的である。鼻母音は通常、二項対立の特徴として見られるが、隣接する鼻子音によって鼻母音の程度が異なるという表面的な変化も観察されている。

## 鼻音化子音
鼻音化子音（、英: nasalized consonant）は口鼻音化された口音子音である。
鼻音化子音は比較的珍しい。
中世中国語の子音 日 （[ȵʑ]; 現代標準中国語では  [ʐ] ; ）は、奇妙な歴史を持っている。例えば、標準中国語では [ʐ] および [ɑɻ] (または [ɻ] および [ɚ]、それぞれアクセントによって異なる) に変化した。 それぞれアクセントによって、標準中国語では[ʐ] and [ɑɻ]（または[ɻ] と　 [ɚ]）に変化した。また、福建語では[z]/[ʑ] と [n] に、日本では [z]/[ʑ] と [n]/[n̠ʲ] に変化した。かつては鼻音化された摩擦音、おそらく口蓋音の [ʝ̃]であった可能性が高い。
コアツォスパン・ミステック語では、無声の場合でも鼻母音の前に摩擦音と破擦音が鼻音化される。フパ語では、口蓋鼻音 /ŋ/ は舌が完全に接触しないことが多く、その結果、鼻音化接近音[ɰ̃]となる。これは、他のアサバスカ諸語の鼻音化口蓋接近音 [ȷ̃] と同根語である。
ムブンドゥ語では、音素 /ṽ/ は異音として鼻音化接近音 [w̃] と対照的であり、したがって、接近音というよりも真の摩擦音である可能性が高い。古アイルランド語および中期アイルランド語では、軟音化された⟨m⟩は鼻音化両唇摩擦音 [β̃] であった。
ガンザ語では、音素として鼻音化声門閉鎖音[ʔ̃]があるが、スンダ語ではそれは異音として現れる。鼻音化閉鎖音は、咽頭音調またはそれより低い音調でしか現れず、そうでなければ単純な鼻音となる。鼻音フラップは、多くの場合、異音として生じる。西アフリカの多くの言語では、鼻母音の前の/ɾ/の異音として鼻音フラップ[ɾ̃](または[n̆])が用いられる。南アジアの言語では、有声音の口蓋垂音フラップが/ɳ/の母音間の異音として一般的である。
鼻音トリル[r̃]はルーマニア語のいくつかの方言で報告されており、ロータシズムの歴史的な中間段階として仮定されている。しかし、この音の音声上のバリエーションは大きく、実際にどの程度の頻度で鼻音化されるのかは明らかではない。トロテグ・ドゴン語やイノル語のように、/r, r̃/ を対比する言語もある。側面鼻音はいくつかの言語で報告されており、ンゼマ語では /l, l̃/ を対比する。
コイ語やクオイ語などのコイサン諸語や、いくつかのクン語族の言語など、他の言語には鼻音吸着子音が含まれる。鼻音吸着音は通常、子音の前に鼻音または上鼻音が置かれる(例えば、口蓋歯音⟨ŋ͡ǀ⟩または⟨ᵑǀ⟩、口蓋垂歯音⟨ɴ͡ǀ⟩または⟨ᶰǀ⟩)。鼻音化された側音、例えば [‖̃](鼻音化された側歯音吸着音)は発音しやすいが、音素としては稀であるか、存在しない。鼻音化された側音吸着音はズールー語などの南アフリカの言語では一般的である。/l/ が鼻音化されると、しばしば [n] となる。
鼻音化子音は鼻子音と異なる概念であることに注意が必要である（鼻音化子音は異音であり、元の口音子音と対立しない）

### 真の鼻摩擦音
鼻音化口腔摩擦音の他に、真性鼻摩擦音、または前鼻摩擦音と呼ばれるものがある。これは以前は鼻音化摩擦音と呼ばれていた。これらは、言語障害を持つ人々によって発せられることがある。摩擦音に特徴的な気流の乱れは、口ではなく鼻腔の最も狭い部分である鼻前庭で発生する。（鼻後庭、すなわち口蓋咽頭部が狭くなっている場合、気流の乱れは鼻後庭でも発生する。口蓋咽頭摩擦音を参照。鼻前庭摩擦音では、口蓋咽頭部は開いている）。チルダで分割されたコロンに似たホモテティック記号が重ね書きされ、IPAの拡張子でこれに使用されている。[n͋]は口外への気流のない有声音の歯茎鼻摩擦音であり、[n̥͋]は無声音の同音である。[v͋]は鼻摩擦を伴う口音摩擦音である。鼻摩擦音を非障害性発話で使用する言語は知られていない。

## 文脈的鼻音化
タイ語など多くの言語では、母音が周囲の鼻子音と同化することで、鼻母音同音が形成される。アプリナ語のように、音韻的または同音の鼻母音に隣接するセグメントが鼻音化する言語もある。
文脈上の鼻音化によって、ある言語に鼻母音音素が追加されることがある。フランス語ではそのようなことが起こり、ほとんどの終助詞は消滅したが、終鼻音によって先行する母音が鼻音化し、言語に新たな区別が導入された。例えば、「白ワイン」vin blanc [fr] はラテン語の vinum と blancum に由来する。